# Jean de Venette
Pour les articles homonymes, voir Venette (homonymie).
Jean de Venette (né à Venette vers 1307 et mort après 1368) est un chroniqueur français du XIVe siècle.

## Biographie
D'origine paysanne, il devient prieur en 1339, au couvent de l’Ordre du Carmel qui se trouve sur la place Maubert à Paris et devient supérieur de cet ordre pour la France de 1341 à 1366.
Ses Chroniques latines, couvrant les années 1340 à 1368, sont publiées par Achery (Spicilegium, vol. iii), comme suite des chroniques de Guillaume de Nangis. Homme du peuple, il a de la sympathie pour les paysans et est assez hostile aux nobles et aux Anglais ; pour cette raison, il est particulièrement opposé, dans ses dites chroniques, aux prétentions d'Edouard III au trône de France.
Par ailleurs, il a été un témoin important de la peste qui s'est abattue en 1348 en France.
Il décrit de manière précise les aspects de la maladie dans ses chroniques.
Il ne faut cependant pas oublier le fait que Jean de Venette est seulement supposé être l'auteur de ces fameuses chroniques, ne les ayant pas signées.